# UFC on FOX 13
UFC on FOX 13: dos Santos vs. Miocic（ユーエフシー・オン・フォックス・サーティーン：ドス・サントス・バーサス・ミオシッチ）は、アメリカ合衆国の総合格闘技団体「UFC」の大会の一つ。2014年12月13日、アリゾナ州フェニックスのUSエアウェイズ・センターで開催された。

## 大会概要
UFC初のアリゾナ州開催となった本大会ではジュニオール・ドス・サントスとスティーペ・ミオシッチによるヘビー級ワンマッチが組まれた。
北京オリンピックレスリング金メダリストのヘンリー・セフード、MFCバンタム級王者アンソニー・バーチャック、TPFフライ級王者ウィリー・ゲイツがUFCデビュー。

### カード変更
負傷などによるカードの変更は以下の通り。
- ジュシー・フォルミーガ → ウィリー・ゲイツ（第8試合）

## 試合結果

### アーリープレリム
第1試合 バンタム級ワンマッチ 5分3R
○  イアン・エントウィッスル vs.  アンソニー・バーチャック ×
1R 1:04 ヒールフック
第2試合 バンタム級ワンマッチ 5分3R
○  ヘンリー・セフード vs.  ダスティン・キムラ ×
3R終了 判定3-0（30-27、30-27、30-27）
第3試合 ライト級ワンマッチ 5分3R
○  デイヴィッド・ミシャウド vs.  ギャレット・ワイトリー ×
3R終了 判定3-0（29-28、29-28、30-27）

### プレリミナリーカード
第4試合 ライト級ワンマッチ 5分3R
○  ブライアン・バーバリーナ vs.  ジョー・エレンバーガー ×
3R 3:24 TKO（パウンド）
第5試合 ミドル級ワンマッチ 5分3R
－  エド・ハーマン vs.  デレク・ブランソン －
ブランソンの体調不良により中止
第6試合 ライト級ワンマッチ 5分3R
○  ドリュー・ドーバー vs.  ジェイミー・ヴァーナー ×
1R 1:52 リアネイキドチョーク
第7試合 ウェルター級ワンマッチ 5分3R
○  ベン・ソーンダース vs.  ジョー・リッグス ×
1R 0:57 TKO（首の負傷）
第8試合 フライ級ワンマッチ 5分3R
○  ジョン・モラガ vs.  ウィリー・ゲイツ ×
3R 4:06 リアネイキドチョーク
第9試合 女子ストロー級ワンマッチ 5分3R
○  ヨアナ・イェンドジェイチェク vs.  クラウディア・ガデーリャ ×
3R終了 判定2-1（28-29、29-28、29-28）

### メインカード
第10試合 ヘビー級ワンマッチ 5分3R
○  マット・ミトリオン vs.  ガブリエル・ゴンザーガ ×
1R 1:59 TKO（パウンド）
第11試合 ヘビー級ワンマッチ 5分3R
○  アリスター・オーフレイム vs.  ステファン・ストルーフェ ×
1R 4:13 KO（パウンド）
第12試合 72.8kg契約ワンマッチ 5分3R
○  ハファエル・ドス・アンジョス vs.  ネイト・ディアス ×
3R終了 判定3-0（30-26、30-26、30-27）
※ディアスの体重超過によりライト級から変更。
第13試合 ヘビー級ワンマッチ 5分5R
○  ジュニオール・ドス・サントス vs.  スティーペ・ミオシッチ ×
5R終了 判定3-0（48-47、49-46、49-46）

### 各賞
ファイト・オブ・ザ・ナイト： ジュニオール・ドス・サントス vs. スティーペ・ミオシッチ
パフォーマンス・オブ・ザ・ナイト： マット・ミトリオン、イアン・エントウィッスル
各選手にはボーナスとして5万ドルが支給された。